# Liste von Persönlichkeiten der Stadt Lübeck
Die Liste enthält bedeutende Persönlichkeiten, die in Lübeck geboren wurden, sowie weitere Persönlichkeiten, die mit der Stadt Lübeck verbunden sind. Sie sind nach ihrem Geburtsjahr geordnet. 

## Bis 1800
- vor 1295, Gottschalk Warendorp, † 1365 in Lübeck, Kaufmann und Ratsherr in Lübeck
- um 1300, Bruno von Warendorp, † 21. August 1369 in Schonen, Ratsherr und Bürgermeister von Lübeck
- 1310, Tidemann Warendorp, † 1366, Bürgermeister von Lübeck
- 1330/37, Hinrik Paternostermaker, † 1387 in Lübeck, Aufständischer in der Hansezeit
- vor 1352, Marquard von Dame, † 1418 in Lübeck, Bürgermeister der Hansestadt Lübeck
- um 1360, Henning von Rentelen, † 6. Oktober 1406 in Paris, Bürgermeister der Hansestadt Lübeck
- um 1365, Hermann Korner, † 1438 in Lübeck, Söldnerführer, Geschichtsschreiber und Lesemeister, Verfasser der Lübecker Chronik „Chronica novella“
- um 1385, Nikolaus Sachau, † 11. Oktober 1449 in Lübeck, Rechtsgelehrter und als Nikolaus II. von 1439 bis 1449 Bischof von Lübeck
- um 1397, Johann Westphal, † 11. Juni 1474, Bürgermeister der Hansestadt Lübeck und Diplomat
- 1399, Arnold Westphal, † 31. Januar 1466, Theologe, Hochschullehrer und -rektor, Bischof von Lübeck
- 14. Jahrhundert, Fritz Grawert, † 13. Mai 1449 in Lübeck, Kaufmann und Zirkelherr in Lübeck
- um 1420, Johann Lüneburg, † 15. August 1474 in Lübeck, Ratsherr und Mitglied der Zirkelgesellschaft
- um 1430, Johannes von Lübeck, † 1502 in Prag,  hussitischer Theologe
- 1443, Wilhelm Westphal, † 31. Dezember 1509 n Lübeck, Bischof von Lübeck
- um 1445, Liborius Meyer, † nach 1497, Rechtswissenschaftler, Ratssekretär der Hansestadt Lübeck und Hochschullehrer in Köln und Rostock
- um 1460, Johann Lüneburg, † 20. September 1493 in Lübeck, Patrizier, Fastnachtdichter und religiöser Kunstliebhaber
- 1475, Claus Berg, † um 1535 vermutlich in Güstrow, Bildschnitzer der Spätgotik
- 15. Jahrhundert, Heinrich Westfal, † 1505 in Lübeck, Fastnachtdichter und Ratsherr
- um 1491, Lambert Becker, † 10. August 1562 in Lübeck, Rechtswissenschaftler, Ratssekretär und Ratsherr der Hansestadt Lübeck
- um 1495, Hans Kemmer, † 2. August 1561 in Lübeck, Maler der Renaissance
- 1495, Augustinus van Ghetelen, † 5. August 1558 in Lübeck, Dominikaner, Kontroverstheologe und Domherr
- um 1496, Johann Lüneburg, † 1531 in Lübeck, Ratsherr der Hansestadt Lübeck
- um 1498, Ludeke Lüneburg, † 12. Juni 1539 in Lübeck, Ratsherr der Hansestadt Lübeck
- 16. Jahrhundert, Johann Penningbüttel, † 21. Oktober 1582 in Stade, Ratsherr der Hansestadt Lübeck
- 16. Jahrhundert, Johannes Saliger, † nach 1577, radikal-lutherischer Theologe und Hauptperson des nach ihm benannten Saligerschen Streites
- 1512, Joachim Lüneburg, † 16. Oktober 1588 in Lübeck, Bürgermeister der Hansestadt Lübeck
- 1522, Laurentius Surius, † 23. Mai 1578 in Köln, Kartäusermönch und Hagiograph
- 1535, Hermann von Dorne, † 2. April 1594 in Lübeck, Gesandter und Bürgermeister der Hansestadt Lübeck
- 1539/1540, Martin Lydius, † 27. Juni 1601 in Franeker, reformierter Theologe
- um 1550, Johann Balhorn der Jüngere, † nach 1604, Buchdrucker in Lübeck; bekannt durch seine 1586 erschienene Ausgabe des Lübecker Stadtrechts
- 1555, Janus Gulielmus, † 1584 in Bourges, Philologe und Dichter
- um 1560, Joachim Dreier, † 16. Februar 1630 in Lübeck, Philologe und Pädagoge, Konrektor des Katharineums
- um 1560, Theodor von Senden, † 1610, Jurist, Präzeptor herzöglicher Prinzen im Universitäts-Studium
- 1560, 24. März, Lorenz Möller, † 8. März 1634 in Lübeck, Jurist, Rat der Herzöge von Mecklenburg und von Schleswig-Holstein, Bürgermeister der Hansestadt Lübeck
- 1561, 13. April, Georg Meisner, † 22. Oktober 1597 in Lübeck, Pädagoge, Subrektor des Katharineums
- vor 1565, Casper van Senden, † nach 1601, hansischer Kaufmann im Austausch von Kriegsgefangenen und im Sklavenhandel
- 1570, Johann Lüneburg, † 10. August 1619 in Lübeck, Ratsherr der Hansestadt Lübeck
- um 1577, Martin Stricker, † 14. Februar 1649 in Hamburg, katholischer Priester und Missionar
- vor 1580, Hieronymus Lüneburg, † 1. Dezember 1633 in Lüneburg, Jurist und Ratsherr der Hansestadt Lübeck
- 1581, 4. Mai, Arnold Möller, † 14. Oktober 1655 in Lübeck, Schreib- und Rechenmeister
- 1587, 22. Oktober, Joachim Jungius, † 23. September 1657 in Hamburg, Mathematiker, Physiker und Philosoph
- 1589, 10. November, Gerhard Winter, † 17. März 1661 in Lübeck, evangelisch-lutherischer Pastor, Senior des Geistlichen Ministeriums
- 1590, 11. Mai, Johannes Heinrichs, † 9. September 1664 in Lübeck, Jurist und Ratssekretär der Hansestadt Lübeck
- 1593, David Ebel, auch Äbel, † 1639 in Rostock, Organist und Komponist
- 1594, 24. Februar, Sebastian Meier, † 12. Februar 1664 in Lübeck, Mediziner und Pädagoge
- 1596, 8. März, Hermann von Dorne, † 16. Mai 1665 in Lübeck, Gesandter und Bürgermeister der Hansestadt Lübeck
- 1598, 9. Juli, Hermann Pincier, † 3. Januar 1668 in Lübeck, Jurist und Domherr
- 1603, 23. Oktober, Hieronymus von Dorne, † 18. Januar 1671 in Mölln, Jurist, Orientreisender und Stadthauptmann von Mölln
- 1608, 6. Dezember, Eberhard Baring, † 6. März 1659 in Hannover, lutherischer Theologe, Pädagoge und Polyhistor
- 1609, Peter Rehbinder, † 9. Dezember 1671 in Lüneburg, evangelisch-lutherischer Theologe und Superintendent
- 1614, Franz Tunder, † 5. November 1667 in Lübeck, Organist und Komponist
- 1617, 29. Juli, Christian Bilefeld, † 8. Juni 1695 in Wernigerode, lutherischer Theologe
- 1622, 27. September, Johann Ritter, † 1. September 1700 in Lübeck, Politiker, Jurist, Comes Palatinus und Bürgermeister der Hansestadt Lübeck
- 1625, 27. Februar, Johannes Francke, † 30. April 1670 in Gotha, Syndicus in Lübeck und Hofrat in Gotha; Vater von August Hermann Francke
- 1625, 16. August, Konrad von Dorne, † 22. Dezember 1691 in Lübeck, Kaufmann und Ratsherr der Hansestadt Lübeck
- 1625, 9. November, Wilhelm von Meding, † 8. Januar 1674 in Groß Schwansee, Domherr und Gutsbesitzer
- 1627, 19. November, Erasmus Finx, † 20. Dezember 1694 in Nürnberg, Polyhistor, Autor und Kirchenliederdichter
- 1629, 14. Januar, Georg von Dassel, † 11. April 1687 in Lüneburg, Politiker, Bürgermeister in Lüneburg und Stifter
- 1629, 26. Juni, Gerhard Ritter, † 4. Januar 1717 in Lübeck, Kaufmann und Ratsherr der Hansestadt Lübeck
- 1630, David van der Brügge, † 19. April 1688 in Lübeck, Pädagoge und Bibliothekar
- um 1631, Thomas Baltzar, † 24. Juli 1663 in London, Violinist und Komponist
- 1631, Benjamin von Block, † 1689 in Regensburg, Porträtmaler
- 1631, 18. Oktober, Heinrich Müller, † 13. September 1675 in Rostock, Schriftsteller, Kirchenlieddichter und lutherischer Theologe an der Universität Rostock
- 1633, 1. Februar, Gabriel Schütz, † 9. August 1710 in Nürnberg, Gambist, Zinkenist und Komponist
- 1634, 21. November Johann Vermehren,  † 7. November 1710, Hofrat von fünf Herzögen zu Mecklenburg
- 1636, 31. August, Heinrich Adrian Müller, † 29. Dezember 1706 in Lübeck, Gutsbesitzer, kaiserlicher Minister und kaiserlicher Resident in Lübeck
- 1637, 27. November, Anton Winckler, † 15. Februar 1707 in Lübeck, Jurist und Bürgermeister der Hansestadt Lübeck
- 1638, 29. Juni, Heinrich Meibom, † 26. März 1700 in Helmstedt, Mediziner, Entdecker der nach ihm benannten Meibomschen Drüsen
- 1639, 27. April, Georg Ritter, † 23. Juli 1706 in Lübeck, evangelisch-lutherischer Geistlicher und Senior des Lübecker Geistlichen Ministeriums
- 1641, 11. August, Adam Tribbechov, † 16. August 1687 in Gotha, evangelischer Theologe, Historiker und Ethnologe
- 1643, im Dezember, Alexander von Lüneburg, † 19. Juni 1715 in Lübeck, Jurist und Ratsherr der Hansestadt Lübeck
- 1645, 16. Juni, Anton Heinrich Gloxin, † 22. Januar 1690 in Lübeck, Jurist und kaiserlicher Rat
- 1646, 24. Juli, Hieronymus von Dorne, † 12. Oktober 1704 in Lübeck, Jurist und Bürgermeister der Hansestadt Lübeck
- 1646, 8. August, Godfrey Kneller, geboren als Gottfried Kniller, † 19. Oktober 1723, Hofmaler mehrerer britischer Monarchen
- 1649, 23. April, Andreas Kneller, † 24. August 1724 in Hamburg, Komponist und Organist
- 1649, 24. April, Bartholomäus Botsack, † 16. April 1709 in Kopenhagen, lutherischer Theologe, Braunschweiger Superintendent, Pastor und Hochschullehrer in Kopenhagen
- 1659, 16. Februar, Peter Lackmann, † 17. Oktober 1713 in Oldenburg in Holstein, evangelischer Theologe und geistlicher Lieddichter
- 1659, 8. April, Christian Funck, † 10. November 1729 in Aurich, Pastor und Geschichtsschreiber
- 1659, 17. Juni, Jacob von Melle, † 13. Juni 1743 in Lübeck, lutherischer Theologe, Universalgelehrter und Autor
- 1659, 10. November, Michael Vermehren, † 25. April 1718 in Lübeck, deutscher lutherischer Theologe
- 1660, Magdalena Hedwig Röder, † 1687, Malerin
- 1660, Paul Vermehren, † September 1729, kurfürstlich-sächsischer Oberpostdirektor
- 1663, 22. März, August Hermann Francke, † 8. Juni 1727 in Halle (Saale), Pädagoge und Theologe, Gründer der nach ihm benannten Franckeschen Stiftungen in Halle (Saale)
- 1664, Peter Schnering, † 4. Mai 1725 in Lübeck, Kaufmann und Ratsherr
- 1665, Johann Wolter, † 17. August 1721 in Lübeck, Jurist und Ratsherr
- 1666, 8. Oktober, Gerhard Lüders, † 2. September 1723 in Lübeck, Kaufmann und Ratsherr
- 1673, 23. Juni, Heinrich Sivers, † 6. November 1736, Kantor
- 1673, 23. November, Anton von Lüneburg, † 10. Mai 1744 in Lübeck, Jurist und Bürgermeister der Hansestadt Lübeck
- 1674, Johann Adolph Krohn, † 29. August 1750 in Lübeck, Jurist und Bürgermeister der Hansestadt Lübeck
- 1680, Andreas Lange, † 13. Oktober 1713 in Lübeck, Jurist und Dichter
- 1681, 15. Mai, Caspar Heinrich Starck, † 17. Februar 1750 in Siebenbäumen, evangelisch-lutherischer Geistlicher und Kirchenhistoriker
- 1681, Oktober, Andreas Ritter, † 15. April 1755 in Bergen auf Rügen, evangelisch-lutherischer Geistlicher, Hochschullehrer und Propst auf Rügen
- 1684, 13. Juni, Johann Ritter, † 4. Januar 1737 in Lübeck, evangelisch-lutherischer Geistlicher und Hauptpastor der Lübecker Petrikirche
- 1688, Adolph Rodde, † 15. November 1732 in Lübeck, Kaufmann und Ratsherr
- 1690, 29. Oktober, Samuel Gerhard von Melle, † 1. Juni 1733 in Lübeck, lutherischer Theologe
- um 1692, Adam Brand, † 1746, Kaufmann und Forschungsreisender
- 1694, 14. Oktober, Jakob Leonhard Vogel, † 30. Januar 1781 in Lübeck, Chirurg
- 1695, Hermann Ulrich von Lingen, † 1743 in Gotha, Historiker, Gelehrter und Kantatendichter
- 1696, 20. März, Franz Jacob von Melle, † 8. April 1770 in Lübeck, Mediziner und Stadtphysicus von Lübeck
- 1698, Christian Friedrich Fischer, † Januar 1764 in Kiel, Musiker und Schriftsteller
- 1699, Michael Gottlieb Vermehren, † 1. Dezember 1748 in Lübeck, Jurist und Senator der Hansestadt Lübeck
- 1707, 24. Dezember, Carl Heinrich von Heineken, † 23. Januar 1791 in Altdöbern, Kursächsischer Geheimer Kammerrat, Direktor des Dresdner Kupferstichkabinetts, Kunstschriftsteller und -sammler, Bruder des Lübecker Wunderkindes C. H. Heineken
- 1709, 20. Februar, Paul Vermehren, † 2. Februar 1750 in Lübeck, Lübecker Kaufmann und Ratsherr
- 1709, 8. April, Henrich Jacob Sivers, † 8. August 1758 in Tryserum, lutherischer Theologe, Pfarrer und Gelehrter
- 1712, 4. Januar, Joachim Hinrich Dreyer, † 22. März 1749 in Lübeck, Jurist und Ratssekretär der Hansestadt Lübeck
- 1714, Johann Friedrich Brandt, † 18. April 1777 in Lübeck, Kaufmann und Ratsherr
- 1721, 24. Januar, Johann Jacob von Melle, † 11. Juni 1752 in Lübeck, lutherischer Theologe und Dichter
- 1721, 6. Februar, Christian Henrich Heineken, † 27. Juni 1725 in Lübeck, „Lübecker Wunderkind“
- 1726, 3. Juli, Jürgen Hinrich Winter, † vor 1791 in Lübeck, Klavierbauer
- 1728,  10. Januar, Leonard Conrad Winter, begraben 1. Juli 1777 in Lübeck, Klavierbauer
- 1729, 20. September, Jacob Leonhard Vogel, † 7. April 1798 in Eutin, lutherischer Geistlicher
- 1730, 13. Februar, Hermann Adolph Wilcken, † 18. Februar 1801 in Lübeck, Ratssyndikus
- 1733, 12. August, Johann Hermann Harmsen, † 23. Januar 1799 in Lübeck, lutherischer Geistlicher und Hauptpastor der Marienkirche
- 1734, Hermann Diedrich Krohn, † 5. Dezember 1805 in Lübeck, Jurist und Bürgermeister der Hansestadt Lübeck
- 1735, 24. März, Balthasar Münter, † 5. Oktober 1793 in Kopenhagen, Aufklärer, evangelischer Pfarrer und Hofprediger in Gotha und Kopenhagen
- 1735, Johann Wilhelm Rettich, † 7. Juni 1788 in Lübeck, Kaufmann und Ratsherr der Hansestadt Lübeck
- 1736, 15. Dezember, Daniel Joachim Köppen, † 8. Juni 1807 in Zettemin, evangelisch-lutherischer Geistlicher, Autor und Schulreformer.
- 1738, 19. August, Friedrich Ludwig von Eyben, † 12. Januar 1793 in Regensburg, dänischer Diplomat
- 1738, 20. Oktober, Georg Wilhelm Müller, † 25. Oktober 1814 in Lübeck, Lübecker Kaufmann und Ratsherr
- 1740, 7. Februar, Johann Wilhelm von Stolle, † 1. Februar 1825 in Mönkeberg, Offizier und Forstmeister
- 1740, 9. Juli, Johann Caspar Lindenberg, † 28. April 1824 in Lübeck, Jurist und Bürgermeister der Hansestadt Lübeck
- 1743, 9. Januar, Johann Gerhard Köppen, † 29. März 1813 in Lübeck, evangelisch-lutherischer Geistlicher, Pastor an St. Petri
- 1748, 1. Januar, Matthias Ludwig Leithoff, † 22. Oktober 1821 in Eutin, Arzt und Gründer der ersten orthopädischen Heilanstalt
- 1748, 23. Oktober, Adolph Friedrich Vogel, † 22. Januar 1785 in Lübeck, Mediziner, Gynäkologe und Chirurg
- 1749, 17. November, Johann Erich Biester, † 20. Februar 1816 in Berlin, Popularphilosoph
- 1750, 11. Januar, Johann Hermann von Melle, † 1. Juli 1815 in Lübeck, Pädagoge und Bibliothekar
- 1753, 9. Oktober, Conrad Nicolaus Boy, † 16. April 1793 in Berlin, Bildhauer
- 1753, 11. November, Ludwig Suhl, † 3. Januar 1819 in Lübeck, Lehrer, Bibliothekar, Pastor und Jurist
- 1755, 21. August, Christian Adolph Overbeck, † 9. März 1821 in Lübeck, Bürgermeister und Dichter
- 1755, 1. Dezember, Paul Daniel Lamprecht, † 22. Juli 1832 in Hamburg, Jurist und Domherr
- 1757, 22. Februar, Johann Georg Trendelenburg, † 11. März 1825, Philologe
- 1761, 3. Februar, Johann Hinrich Meyer, † 26. Juli 1850 in Lübeck, Schiffszimmermeister
- 1761, 24. September, Friedrich Ludwig Æmilius Kunzen, † 28. Januar 1817 in Kopenhagen, Komponist
- 1762, 10. Januar, Bernhard Eschenburg, † 30. September 1832 in Lübeck, lutherischer Geistlicher
- 1762, 27. Oktober, Berend Kordes, † 5. Februar 1823 in Kiel, Philologe und Bibliothekar
- 1764, 17. Januar, Heinrich Caspar Münzenberger, † 1. Februar 1831 in Lübeck, evangelisch-lutherischer Geistlicher
- 1765, 3. Juni, Nikolaus Heinrich Brehmer, † 22. August 1822 in Lübeck, Mediziner und Privatgelehrter
- um 1766, Heinrich Christian Schnoor, † nach 1828 in Breslau, Komponist und Lieddichter der Romantik
- 1766, 1. Januar, Georg Philipp Schmidt von Lübeck, † 28. Oktober 1849 in Ottensen, norddeutscher Lyriker
- 1768, 29. November, Gottlob Wilhelm Meyer, † 19. Mai 1816 in Erlangen, lutherischer Theologe, Geistlicher und Hochschullehrer
- 1769, 17. August, Johann Friedrich Hach, † 29. März 1851 in Lübeck, Jurist und Diplomat in den Diensten der Hansestadt Lübeck
- 1773, 7. Februar, Johann Hinrich Winter, † 26. April 1801 in Lübeck, Klavierbauer
- 1775, 21. April, Friedrich Köppen, † 5. September 1858 in Erlangen, Philosoph und Hochschullehrer
- 1777, 6. Juni, Johann Bernhard Vermehren, † 29. November 1803 in Jena, Romantiker und Privatdozent
- 1778, 24. Januar, Friedrich Lang, † 28. Februar 1859 in Verden, Jurist und Politiker
- 1781, 18. September, Johann Bernhard Wilhelm Lindenberg, † 6. Juni 1851 in Bergedorf, Jurist und Botaniker
- 1782, 8. April, Ludwig Müller, † 17. April 1865 in Lübeck, Kaufmann und Ratsherr der Hansestadt Lübeck
- 1785, 26. April, Carl Wilhelm Vermehren, † 18. März 1843 in Lübeck, Versicherungsunternehmer
- 1785, 19. August, Michael Christian Sommer, † 5. Februar 1868 in Altona, Großkaufmann und Insektenhändler
- 1785, 3. Oktober, Carl August Buchholz, † 15. November 1843 in Lübeck, Jurist, kurhessischer Diplomat und Syndicus der Hansestadt Lübeck
- 1789, 3. Juli, Johann Friedrich Overbeck, † 12. November 1869 in Rom, Maler und Haupt der Nazarener
- 1792, 19. August, Johann Anton Joachim Grimm, † 30. Dezember 1849 in St. Petersburg, Altphilologe
- 1792, 17. September, Matthias Sievers, † 11. Februar 1848 in Dresden, Jurist, Ratsherr der Hansestadt Lübeck
- 1793, 15. November, Hermann Carl Dittmer, † 21. Februar 1865 in Lübeck, Ratsherr (ab 1848 Senator) der Hansestadt Lübeck
- 1794, 13. Februar, Johann Jacob Achelius, † 14. April 1870 in Lübeck, Glasermeister
- 1794, 28. September, Hans Jacob Albrecht Meyer, † 9. August 1877 in Lübeck, Schiffszimmermeister
- 1795, 15. Juli, Heinrich Grabau, † 3. Januar 1829 in Lübeck, Mediziner und Botaniker
- 1796, 2. April, Ludwig Heinrich Matthias Hauttmann, † 21. November 1861 in Lübeck, Maler und Lithograph
- 1796, 24. Juli, Marc André Souchay der Jüngere, † 11. Januar 1868 in Lübeck, Kaufmann und Musikliebhaber
- 1797, 23. August, Gottfried Andreas Sartori, † 19. Oktober 1873 in Nusse, evangelisch-lutherischer Geistlicher
- 1797, 5. November, Johann Joachim Christian Zerrenner, † 5. März 1856 in Lübeck, Pädagoge, 1819 Vorsteher der Urburschenschaft
- 1798, 5. Januar, Ludolf Gottfried Schley, † 4. Juni 1859 in Libau, Schriftsteller und Übersetzer
- 1798, 2. Februar, Heinrich von der Hude, † 20. März 1853 in Lübeck, Syndicus und Senator Lübecks
- 1798, 29. Juli, Johann Carl Lindenberg, † 4. Juni 1892 in Lübeck, evangelisch-lutherischer Theologe und Senior des Geistlichen Ministeriums in Lübeck
- 1799, 1. April, Johann Georg Witthauer, † 10. Februar 1876 in Kötzschenbroda, Forstinspektor
- 1799, 23. April, Ferdinand von Westphalen, † 2. Juli 1876, preußischer Innenminister in der Reaktionsära (1850–1858)
- 1800, 11. März, Friedrich Leonard von Soltau, † 15. Juli 1846, Volksliedsammler
- 1800, 12. März, Hermann Wilhelm Hach, † 1. Dezember 1867 in Lübeck, Jurist und Senator der Hansestadt Lübeck
- 1800, 22. Juni, Heinrich Brehmer, † 18. September 1872 in Lübeck, Jurist, Bürgermeister und Diplomat der Hansestadt Lübeck
- 1800, 9. Juli, Johann Jochim Diedrich Stiehl, † 27. Juni 1872 in Lübeck, Organist und Komponist

## 19. Jahrhundert

### 1801 bis 1850
- 1802, 7. Oktober Heinrich Laakmann, † 14. Juni 1891 in Tartu, Drucker, Verleger und Buchhändler in Estland
- 1803, 21. Oktober, Carl Trotsche, † 28. Januar 1879 in Rostock, Jurist
- 1803, 6. Dezember, Peter Hermann Münzenberger, † 30. März 1886 in Lübeck, evangelisch-lutherischer Geistlicher
- 1804, 7. November, Friedrich Hinze,7. November 1804 in Lübeck; † 1. Januarjul. / 13. Januar 1857greg. in St. Petersburg, deutsch-russischer Mediziner und Dichter
- 1805, 25. April, Ludwig Heller, † 29. Juni 1878 in Lübeck, Pastor
- 1805, 24. Dezember, Louis von Moltke, † 2. August 1889 in Ratzeburg, Verwaltungsjurist und Regierungsrat im Herzogtum Lauenburg
- 1806, 16. September, Carl Schmidt-Carlson, † 2. April 1887 in Lübeck, Maler und Fotograf
- 1807, 11. Januar, Emil Müller, † 28. Juni 1857 in Wandsbek, Kaufmann und Unternehmer
- 1807, 27. Juli, Friedrich Avé-Lallemant, † 26. Dezember 1876 in Lübeck, evangelisch-lutherischer Geistlicher und Bibliothekar
- 1808, 23. April, Paul Werner Curtius, † 28. September 1838 in Altengamme, evangelisch-lutherischer Geistlicher, Autor und Redakteur
- 1808, 30. April, Ernst Raber, † August 1852, Arzt und Parlamentarier
- 1808, 10. Mai, Adolf Meier, † 5. Juni 1896 in Lübeck, Lehrer und Zeichner
- 1808, 26. September, Jakob Daniel Hoffmann, † 29. Januar 1885 in Lübeck, Schriftsteller
- 1809, 18. Februar, Heinrich Maria Schmidt, † 3. Mai 1870 in Berlin, Opernsänger, Schauspieler, Regisseur und Komponist
- 1809, 23. Mai, Friedrich Christian Avé-Lallemant, † 20. Juli 1892 in Berlin-Marienfelde, Kriminalist und Schriftsteller
- 1810, Abraham Schlomer, gestorben 13. Oktober 1883 in Hamburg, Kaufmann, Gemeindeältester der Jüdischen Gemeinde und Abgeordneter der Bürgerschaft
- 1810, 13. Mai, August Hach, † 7. Oktober 1882 in Kiel, Landwirt und Verbandsfunktionär
- 1811, 6. März, Theodor Curtius, † 25. November 1889 in Lübeck, Bürgermeister von Lübeck
- 1811, 17. Mai, Johann Heinrich Sievers, † 1876 in Bern, Buchhändler und Publizist
- 1811, 9. Juni, Hermann Christian von Fehling, † 1. Juli 1885 in Stuttgart, Chemiker
- 1812, 18. März, Heinrich Lomer, † 29. August 1875 in Leipzig, Pelzgroßhändler
- 1812, 25. Juli, Robert Christian Avé-Lallemant, † 10. Oktober 1884 in Lübeck, Arzt und Forschungsreisender
- 1813, 17. April, Friedrich Luger, † 1890 in Lübeck, Pastor am Dom und Autor
- 1814, 2. September, Ernst Curtius, † 11. Juli 1896 in Berlin, Archäologe und Historiker
- 1814, 8. Oktober, Johannes Ludwig Heinrich Möller, † 31. Oktober 1885 in London, Miniaturmaler
- 1815, 3. Mai, Carl Zerrenner, † 17. Dezember 1864, Unternehmer, Bijouteriefabrikant und Oberbürgermeister von Pforzheim
- 1815, 27. September, Ferdinand Röse, † 27. November 1859 in Kruft, Dichter und Philosoph
- 1815, 17. Oktober, Emanuel Geibel, † 6. April 1884 in Lübeck, Dichter
- 1817, 14. März, Wilhelm Stoeltzner, † 11. Oktober 1868 in Lübeck, Maler und Gebrauchsgraphiker
- 1817, 26. Oktober, Konrad Geibel, † 24. April 1872 in Lübeck, Organist und Komponist
- 1819, 13. Juli, August Rehder, † 18. März 1885, Kaufmann und Politiker
- 1819, 22. September Friedrich Krüger, † 17. Januar 1896 in Berlin, Jurist und Diplomat, lübeckischer Bundesratsvertreter beim Deutschen Reich
- 1820, 3. November, Carl Heinrich Sievers, † 23. Mai 1889 in Lübeck, Kaufmann und Senator der Hansestadt Lübeck
- 1821, 8. September, Wilhelm Gläser, † 28. Mai 1907 in Lübeck, Verlagsbuchhändler, Antiquar und Bibliothekar
- 1821, 29. November, Friedrich Crome, † 16. Dezember 1883 in Baden-Baden, kaiserlicher Justizrat in Leipzig
- 1822, 5. Januar, Kurd von Schlözer, † 13. Mai 1894 in Berlin, Diplomat und Historiker
- 1822, 22. Juni, Johannes Nicolaus Heinrich Rahtgens, † 17. April 1907 in Lübeck, Druckereibesitzer und Abgeordneter der Lübecker Bürgerschaft
- 1824, 14. März, Johann Wilhelm Cordes, † 16. August 1869 in Lübeck, Maler
- 1823, 22. Februar, Louise Köster-Schlegel, † 2. November 1905 in Schwerin, Sängerin (Sopran)
- 1824, 27. Juli, Marc André Souchay, † 15. Januar 1880 in Dresden, Kaufmann, Klavierlehrer und Musikkritiker
- 1826, 12. Juli, Carl Stiehl, † 1. Dezember 1911 in Lübeck, Musikdirektor
- 1827, 9. August, August Sartori, † 20. Mai 1908 in Lübeck, Pädagoge
- 1828, 19. Mai, Wilhelm Brehmer, † 2. Mai 1905 in Lübeck, Senator und Bürgermeister der Hansestadt Lübeck
- 1828, 1. November, Emil Minlos, † 31. August 1901 in Travemünde, Königlich preußischer Konsul in Maracaibo, Kaufmann, Sozialreformer
- 1829, 5. August, Heinrich Stiehl, † 1. Mai 1886 in Reval, Komponist und Dirigent
- 1829, 20. August, Emil Cordes, † 11. Oktober 1900 in München, Mediziner
- 1830, 2. Juni, Hermann von der Hude, † 4. Juni 1908 in Berlin, Architekt
- 1830, 6. Dezember, Karl Friedrich Sommer, † 9. Januar 1867 in Bad Schwartau, Maler der Düsseldorfer Schule
- 1831, 18. April, Wilhelm Gädeke, † 14. November 1909 in Lübeck, Jurist und Abgeordneter, letzter Amtsverwalter im Amt Travemünde
- 1832, 23. März, Gustav Heinrich Lorenz Schön, † im Frühjahr 1873 in Lübeck, Maler und Zeichner
- 1832, 13. Juli, Adolph Hach, † 4. Dezember 1896 in Lübeck, Verwaltungsjurist und Historiker
- 1835, 1. September, Louise Tesdorpf, geborene Oppenheimer, † 12. April 1919 in Lübeck, Schriftstellerin
- 1837, 16. Juni, August Sartori, † 15. Oktober 1903 in Kiel, Schiffsmakler, Reeder und Kommunalpolitiker
- 1840, 6. Juni, Adolf Brehmer, † 28. September 1904 in Lübeck, Jurist, Rechtsanwalt und Politiker
- 1840, 22. August, Thomas Johann Heinrich Mann, † 13. Oktober 1891 in Lübeck, Kaufmann und Vater von Thomas und Heinrich Mann
- 1840, 22. Dezember, Minna Hauttmann, † 19. Juni 1887 in Lübeck, Malerin
- 1841, 5. April, Minna Rüdiger, † 27. Februar 1920 in Lübeck, Schriftstellerin, schrieb u. a. den kulturhistorisch wertvollen Lübeck-Roman Unvergessenes
- 1841, 14. April, Theodor Schwartz, † 10. April 1922 in Lübeck, Gewerkschafter und sozialdemokratischer Politiker, Reichstagsabgeordneter
- 1841, 23. Dezember, Eduard Hach, † 25. März 1917 in Lübeck, Verwaltungsjurist, Historiker, Archivar und Heimatforscher
- 1842, 10. März, Paul Kollmann, † 9. Januar 1915 in Dresden, Statistiker, Vorstand des Statistischen Bureaus in Oldenburg
- 1842, 3. Juni, Karl Grammann, † 30. Januar 1897 in Dresden, Komponist
- 1842, 22. Juni, Heinrich Lindenberg, † 3. März 1924 in Lübeck, lutherischer Geistlicher
- 1843, 24. Juni, Ernst Christian Johannes Schön, † 13. Oktober 1908 in Lübeck, Jurist und Politiker, Bürgermeister von Lübeck
- 1843, 12. September, Wilhelm Fricke, † 16. Oktober 1910 in New York, Fotograf und niederdeutscher Autor
- 1843, 3. Oktober, Johann Heinrich Wilhelm Dietz, † 28. August 1922 in Stuttgart, Verleger und Politiker (SAPD/SPD), Mitglied des Reichstags
- 1843, 18. Oktober Friedrich Matz der Ältere, † 30. Dezember 1874 in Berlin, Klassischer Archäologe
- 1844, 7. Februar, Therese Deecke, † 9. Januar 1916 in Freiburg im Breisgau, Schriftstellerin
- 1844, 22. März, Charles Hornung Petit, † 6. Februar 1934 in Lübeck, Kaufmann, Konsul und Bürgerschaftsmitglied
- 1844, 14. Juni, Emanuel Kemper, † 10. Mai 1933 in Lübeck, Organist, Orgelbauer und Unternehmer
- 1844, 26. od. 27. Oktober, Hugo Brehmer, † 24. Dezember 1891 in Leipzig, Maschinenbau-Unternehmer und Erfinder
- 1844, 19. August, Herrmann Eschenburg, † 1. Januar 1920 in Lübeck, Unternehmer, Bürgermeister von Lübeck
- 1846, 3. Januar, Karl Friedrich Hermann Albrecht, Gymnasiallehrer und Historiker
- 1846, 30. März, Heinrich Lenz, † 16. Januar 1913 in Lübeck, Lehrer, Zoologe und Direktor des Museums für Naturkunde im Museum am Dom
- 1846, 3. August, Ferdinand Münzenberger, † 18. August 1924 in Berlin-Lichterfelde, Architekt
- 1846, 1. Dezember, Arnold Wilhelm Spilhaus, † 11. Oktober 1946 in Kapstadt, Geschäftsmann
- 1846, 31. Dezember, Theodor Hach, † 17. November 1910 in Lübeck, Jurist und Kunsthistoriker
- 1847, 3. August, Emil Ferdinand Fehling, † 3. August 1927 in Lübeck, Rechtsanwalt, Bürgermeister von Lübeck
- 1847, 5. Februar, Karl Hinckeldeyn, † 21. Mai 1927 in Berlin, Architekt in Berlin
- 1848, 23. Februar, Hermann Wilhelm Stockmann, † 28. Dezember 1924 in Kiel, Regierungspräsident und Mitglied des Deutschen Reichstags
- 1848, 10. April, August Eschenburg, † 22. Mai 1910 in Lübeck, Kommandeur des Danziger Infanterie-Regiments, zuletzt Generalmajor
- 1848, 13. Mai, Ida Hinckeldeyn, † 27. März 1898 in Berlin, Begründerin der Thomas-Mann-Schule
- 1848, 23. Juni, Hermann Blohm † 12. März 1930 in Hamburg, Unternehmer und Schiffsbauer
- 1848, 18. August, Paul Vermehren, † 2. September 1944 in Lübeck, Architekt
- 1848, 2. Dezember, Ernst Heller, † 22. Juni 1909 in Charlottenburg, Industrieller
- 1849, 30. Juni, Paul Curtius, † 25. Februar 1932 in Berlin, Jurist, Offizier und Autor
- 1849, 26. November, Johannes Matz, † 8. Juni 1913 in Halle/Saale, Architekt und preußischer Baubeamter.
- 1850, 13. Februar, Emil Possehl, † 4. Februar 1919 in Lübeck, Kaufmann und Mäzen
- 1850, 16. September, Bertha Riedel-Ahrens, † nach 1908, Schriftstellerin
- 1850, 28. November, Gotthardt Kuehl, Maler

### 1851 bis 1900
- 1851, 9. März, Julius Pierstorff, † 16. Januar 1926 in Jena, Nationalökonom
- 1851, 3. April, Johannes Heller, † 28. November 1880 in Berlin, Historiker
- 1851, 20. Oktober, Ernst Westphal, † 26. September 1926 in Berlin, Bildhauer und Medailleur
- 1852, 29. Februar, Johann Schwarz, † 28. November 1928 in Hamburg, Gewerkschaftsfunktionär
- 1853, 11. Januar, Gustav Falke, † 8. Februar 1916 in Großborstel/Hamburg, Schriftsteller
- 1853, 12. Juni, Esther Carlebach, † 14. Februar 1920 in Lübeck, Ehefrau des Rabbiners Salomon Carlebach
- 1853, 11. November, Friedrich Wilhelm Gustav Bruhn, † 1927 in Berlin, Erfinder und Unternehmer
- 1854, 2. Juli, Gerhard von Melle, † 27. September 1921 in Lübeck, Kaufmann, Weingroßhändler und Mäzen
- 1855, 8. März, Julius Vermehren, † 5. Februar 1928 in Lübeck,  Rechtsanwalt und Notar sowie Senator der Hansestadt Lübeck
- 1856, 22. Februar, Heinrich Sievers, † 16. Januar 1924 in Lübeck, Großkaufmann und Mitglied der Lübecker Bürgerschaft
- 1856, 7. August, Eduard Hahn, † 24. Februar 1928 in Berlin, Agrarethnologe, Geograph und Wirtschaftshistoriker
- 1857, 31. August, Ludwig Meyer, † 1938, Rittergutsbesitzer und Mitglied des Deutschen Reichstags
- 1857, 5. November, Paul Sartori, † 26. August 1936 in Dortmund, Philologe und Volkskundler
- 1858, 9. Juli, Hans Calm, † 27. Januar 1945 in Dessau, Schauspieler, Sprachlehrer und Autor
- 1858, 23. Oktober, Christian Reimpell, † 5. Februar 1926 in Lübeck, Hauptpastor am Lübecker Dom
- 1859, 20. April, Ernst August Scherling, † 3. August 1939, erster Geschäftsführer der Großeinkaufs-Gesellschaft Deutscher Consumvereine mbH (GEG)
- 1859, 21. Mai, Johannes Becker, † 7. August 1919 in Lübeck, evangelisch-lutherischer Geistlicher und Hauptpastor an St. Marien
- 1859, 2. Dezember, Wilhelm Dahms, † 27. Januar 1939 in Lübeck, Buchdrucker, Verleger und Publizist
- 1861, 29. März, Carl Fink, † 1943, Journalist und Zeitungsverleger
- 1861, 15. Mai, Caspar Heinrich Starck, † 17. Februar 1750 in Siebenbäumen, evangelisch-lutherischer Geistlicher und Kirchenhistoriker
- 1861, 24. Mai, Marie Gallison-Reuter, † 11. September 1954 in Düsseldorf-Kaiserswerth, deutschamerikanische Schullehrerin, Sängerin, Musikpädagogin, Chorleiterin sowie Schwester der Kaiserswerther Diakonie
- 1862, 14. Februar, Elise Bartels, † 19. März 1940, Lehrerin, Frauenrechtlerin und Bürgerschaftsabgeordnete
- 1862, 25. Februar, Wilhelm Deecke, † 23. Oktober 1934 in Freiburg im Breisgau, Geologe und Historiker
- 1863, 12. Juli, Cornelia Schorer, † 9. Januar 1939 in Potsdam, eine der ersten als Ärztin promovierten deutschen Frauen
- 1863, 26. August, Hermann Linde, † 26. Juni 1923 in Arlesheim, Maler
- 1865, 14. März, Maria Slavona, † 10. Mai 1931 in Berlin, impressionistische Malerin, Schwester von Cornelia Schorer
- 1865, 16. August, Johann Martin Andreas Neumann, † 7. April 1928 in Lübeck, Richter am Landgericht Lübeck, Senator und Bürgermeister von Lübeck
- 1866, 13. März, Thomas Lenschau, † 23. September 1943 in Berlin, Althistoriker
- 1866, 18. August, Ludwig Heller, † 21. August 1945 in Greifswald, Indologe, Indogermanist und Hochschullehrer
- 1866, 1. Oktober, Julius Havemann, † 30. August 1932 in Klempau bei Krummesse, Schriftsteller
- 1867, 8. Mai, August Müller, † 2. Dezember 1922 in Lübeck, Offizier und Betriebsdirektor der Kaiserlichen Werft Kiel
- 1867, 3. Juli, Richard Piehl, † 14. Juli 1922 in Travemünde, Kaufmann und Mitglied der Lübecker Bürgerschaft
- 1867, 15. Dezember, Paul Hoff, † 20. Januar 1928 in Lübeck, sozialdemokratischer Senator der Hansestadt Lübeck
- 1868, 6. April, Ina Freese, † 17. Juli 1916 in Pönitz, war eine der führenden Persönlichkeiten im Lübeckischen Schulwesen
- 1868, 24. Mai, Viktor Björkman, † 24. Oktober 1931 in Lübeck, schwedischer Philologe und Hochschullehrer
- 1868, 25. Mai, Titus Türk, † 7. Juni 1952 in Lübeck, Konteradmiral
- 1868, 16. August, Heinrich Eduard Linde-Walther, † 23. Mai 1939 in Travemünde, Maler und Illustrator
- 1868, 8. Oktober, Fidus, † 23. Februar 1948 in Woltersdorf, Maler und Illustrator
- 1869, 12. April, Gustav Blohm, † 30. September 1943 in Hamburg, Architekt
- 1869, 18. Mai, Ludwig Mollwo, † 30. August 1936, Historiker und Hochschullehrer
- 1869, 25. Juni, Heinrich Lüders, † 7. Mai 1943 in Badenweiler, Orientalist, Indologe und Hochschullehrer
- 1869, 9. September, Gustav Kühl, † 20. Oktober 1906 in Berlin, Bibliothekar und Schriftsteller
- 1869, 8. Oktober, Eva von Baudissin, † 11. Februar 1943 in München, Schriftstellerin
- 1870, 21. März, Carl Mollwo, † 15. Januar 1929 in Berlin, Wirtschaftshistoriker
- 1871, 22. Januar, Marcus Bade, † 29. Mai 1936 in Apenrade, Propst
- 1871, 27. März, Heinrich Mann, † 11. März 1950 in Santa Monica/Kalifornien (USA), Schriftsteller (Professor Unrat)
- 1871, 31. Juli, Siegfried Philippi, † 29. Februar 1936 in Berlin, Theaterschauspieler, Drehbuchautor, Theater- und Filmregisseur, Produzent
- 1871, 10. August, Ferdinand Grautoff, † 15. Mai 1935 in Leipzig, Journalist (Leipziger Neueste Nachrichten) und Schriftsteller (Seestern: 1906)
- 1872, 14. September, Karl Boy-Ed, † 14. September 1930 in Grönwohld, Seeoffizier, Diplomat und Marineattache
- 1872, 17. Oktober, Andreas Hofmeier, † 23. Juli 1963 in Eutin, Kirchenmusiker, Musikpädagoge und Komponist
- 1873,  23. Februar, Gustav Ehlers, † 28. Mai 1947 in Lübeck, Handwerker, Gastwirt, Angestellter und Mitglied der Lübecker Bürgerschaft
- 1874, 5. Juli, Clara Lenz, † 1963, Malerin
- 1874, 18. November, Anna Mollwo, † 18. November 1952 in Lübeck, Malerin
- 1875, 29. Mai, Ignaz Schlomer, gestorben 7. September 1923 in Berlin, Arzt und Abgeordneter der Bürgerschaft
- 1875, 6. Juni, Thomas Mann, † 12. August 1955 in Zürich/Schweiz, Schriftsteller (Buddenbrooks), Literaturnobelpreisträger
- 1876, 28. Januar, Erich Wallroth, † 6. Januar 1929 in Oslo/Norwegen, Diplomat, Syndikus vom Senat verliehen, Wirtschaftspolitiker
- 1876, 16. März, Theodor Eschenburg, † 26. Februar 1968 in Kiel, Konteradmiral der Kaiserlichen deutschen Marine und Generaladjutant des Kaisers Wilhelm II.
- 1876, 31. Mai, Otto Grautoff, † 27. April 1937 in Paris, Kunsthistoriker, Romanist, Journalist und Übersetzer
- 1877, 28. Januar, Karl Eschenburg, † 13. Dezember 1943 in Rostock, Politiker, Ministerpräsident von Mecklenburg-Schwerin 1929–1932
- 1877, 26. Februar, Anna Gasteiger, † 16. Dezember 1954 in München, Malerin
- 1877, 13. August, Julia Löhr, geborene Mann, † 10. Mai 1927 in Starnberg, Mitglied der Mann-Familie, Urbild der Romanfigur Ines Institoris in Doktor Faustus
- 1877, 20. August, Otto Treptow, † 3. März 1924 in Berlin, Schauspieler
- 1877, 22. August, Ernst von Schoen, † 1954, Bankier
- 1878, 30. März, Werner Krüger, † 21. Juli 1931 in Köln, Radsportler
- 1878, 1. Mai, Ida Beer-Walbrunn, † 22. Oktober 1951 in München, Malerin
- 1878, 3. Juli, Hans Sternberg, † 13. Mai 1948 in Berlin, Schauspieler
- 1878, 2. Oktober, Henriette Betty Elisabeth Heick, † 10. Januar 1974 in Heiligenhafen, Malerin
- 1878, 21. November, Gustav Radbruch, † 23. November 1949 in Heidelberg, Rechtsgelehrter und -politiker
- 1878, 6. Dezember, Johannes Warncke, † 8. Januar 1947 in Lübeck, Lehrer und Heimatforscher
- 1879, 14. Januar, Hermann Gustav Stolterfoht, † 27. März 1953 in Bad Gastein, Kaufmann, britischer Vizekonsul und Abgeordneter der Lübecker Bürgerschaft
- 1879, 12. März, Ephraim Carlebach, † Oktober 1936 in Ramat Gan, damals Palästina, Rabbiner und Gründer der Höheren Israelitischen Schule in Leipzig
- 1879, 15. September, Hermann Carl Vering, † 3. März 1955 in Hamburg, Industrieller, Politiker (DVP) und Hamburger Senator
- 1880, 1. Januar, Ernst Ludwig Voss, † 24. Januar 1961 in Verden, Diplomat
- 1880, 4. August, Max Friedrich Gerhard Hoffmann, † 18. Juni 1945 in Halle/Saale, Physiker und Hochschullehrer
- 1880, 5. August, Hermann Lüdemann, † 25. Mai 1959 in Preetz, Politiker (SPD), MdL (Preußen und Schleswig-Holstein), Ministerpräsident von Schleswig-Holstein (1947–49), Landesminister in Preußen und Schleswig-Holstein
- 1880, 12. September, Oskar Meyer, gestorben 9. November 1959 in Sisseton (SD), USA, Orthopäde
- 1880, 28. November, Erwin Albert Barth, † 10. Juli 1933 in Berlin, Gartengestalter
- 1881, 2. Januar, Rodolfo Groth, † 7. Februar 1985 in Lübeck, Kaufmann und Mäzen
- 1881, 5. Februar, Johannes Hefti, † 7. Juli 1936, Kaufmann und Wortführer der Lübecker Bürgerschaft
- 1881, 3. März, Carl Westphal, † 11. Februar 1958 in Neustadt in Holstein, Postbeamter, Fachbuchautor und Verleger
- 1881, 16. Juli, Johannes Sievers, † 16. Februar 1959 in Lübeck, Volkswirt und Oberkirchenrat der Deutschen Christen
- 1881, 3. August, Reinhold Lütjohann, † 6. August 1958 in Hamburg-Groß Flottbek, Schauspieler und Hörspielsprecher
- 1881, 20. September, Charlotte Landau-Mühsam, † 1972, Frauenrechtlerin und Bürgerschaftsabgeordnete in Lübeck
- 1882, 5. Februar, Iwan Brandes, † 1. März 1935 in Berlin, Marineoffizier, zuletzt Konteradmiral der Reichsmarine
- 1882, 2. August, Johannes Tralow, † 27. Februar 1968 in Ost-Berlin, Romanautor, Erzähler, Dramatiker und Publizist; Pseudonym Hanns Low
- 1882, 21. September, Friedrich Ranke, † 11. Oktober 1950 in Basel, Germanist und Volkskundler
- 1883, 30. Januar, Joseph Carlebach, ermordet 26. März 1942 im Konzentrationslager Jungfernhof bei Riga, Rabbiner, Opfer des Holocaust
- 1884, 10. März, Oskar Karstedt, † Herbst 1945 im Speziallager Sachsenhausen, Geograph, Kolonialbeamter und Ministerialbeamter
- 1884, 2. April, Günther Tessmann, † 15. November 1969 in Curitiba (Brasilien), Forschungsreisender, Botaniker und Ethnologe
- 1884, 28. September, Werner Hagen, † 29. Januar 1960 in Ratzeburg, Pädagoge und Ornithologe
- 1884, 14. Dezember, Erich Ponto, † 4. Februar 1957 in Stuttgart, Schauspieler
- 1885, 21. Februar, Hermann Pister, † 28. September 1948 in Landsberg am Lech, SS-Oberführer und Kommandeur des KZ Buchenwald
- 1885, 1. März, Jürgen Fehling, † 14. Juni 1968 in Hamburg, Regisseur
- 1885, 28. August, Kurt Vermehren, † 2. Oktober 1962 in Tegernsee, Rechtsanwalt
- 1885, 28. Dezember, David Carlebach, gest. 28. Januar 1913 in Halberstadt, Rabbiner und Pädagoge
- 1886, 18. März, Emil Knapp, † 17. Januar 1973 in Lübeck, Gewerkschaftsfunktionär und Politiker
- 1886, 13. Mai, Wolfgang Bruhn, † 11. Mai 1945 in Berlin, Kunsthistoriker
- 1886, 15. September, Wilhelm Schürer, † 1975 in Lübeck, Architekt
- 1887, 25. April, Johannes Brüggen, in Chile auch Juan Brüggen Messtorff, † 7. März 1953 in Santiago de Chile, deutscher Geologe und chilenischer Hochschullehrer
- 1887, 9. Oktober, Anna Dräger-Mühlenpfordt, † 31. Januar 1984 in Braunschweig, Malerin und Grafikerin
- 1889, 3. April, Hans-Heinz Hinzelmann, † 25. Juni 1970 in Berlin, Theaterintendant und Librettist
- 1890, 12. April, Viktor Mann, † 21. April 1949 in München, jüngerer Bruder der Schriftsteller Heinrich und Thomas Mann
- 1890, 29. Juli, Paul Bock, † 23. März 1968 in Lübeck, Unternehmer und Politiker (CDU)
- 1890, 15. August, Friedrich Matz der Jüngere, † 3. August 1974 in Marburg, Klassischer Archäologe
- 1893, 14. April, Siegfried Kramarsky, † 25. Dezember 1961 in New York City, Bankier, Kunstsammler und Mäzen
- 1893, 27. Mai, Paul Helwig, † 7. August 1963 in München, Psychologe, Philosoph, Theaterregisseur und Drehbuchschreiber
- 1893, 31. Juli, Paul Leverkuehn, † 1. März 1960 in Hamburg, Rechtsanwalt, Abwehr-Agent und Politiker (CDU)
- 1893, 2. August, Petra Vermehren, † 31. Oktober 1971 in Bonn, Journalistin
- 1895, 12. März, Helmuth Brinkmann, † 26. September 1983 in Dießen, Marineoffizier, zuletzt Vizeadmiral im Zweiten Weltkrieg
- 1895, 12. April, Gertrud Siemers, † 25. Juli 1984 in Lübeck, Malerin
- 1896, 8. Mai, Thea Rosenquist, † 26. Juli 1959 in Vancouver, Schauspielerin im österreichischen Stummfilm
- 1896, 10. Mai, Luise Klinsmann, † 9. Juni 1964 in Lübeck, Politikerin (SPD)
- 1887, 27. März, Ludwig Sievers, † 1. Juli 1968 in Hannover, Mediziner, ärztlicher Standespolitiker und Stifter
- 1897, 1. Juni, Hildegard Heise, † 19. Dezember 1979 in Hamburg, Fotografin der Neuen Sachlichkeit
- 1897, 19. August, Alfred Hagelstein, † 10. August 1956 in Hamburg, Unternehmer und Politiker (CDU)
- 1898, 5. Februar, Fiete Krugel-Hartig, † 17. August 1982 in Lübeck, Schauspielerin
- 1898, 2. Juli, Otto Heinrich Dräger, † 28. Juni 1986, Fabrikant, Wirtschafts- und Sozialwissenschaftler sowie Unternehmer
- 1899, 3. Juni, Herta Claudia Gabriel, † 1991 in Aumühle, Malerin, Grafikerin und Illustratorin
- 1899, 11. März, Karl Rathsack, † 13. November 1989 in Hannover, Agrikulturchemiker
- 1899, 20. Oktober, Wilhelm Bauche, † 29. Juli 1959 in Hamburg, Grafiker, Kulturfunktionär und Widerstandskämpfer gegen den Nationalsozialismus
- 1900, 12. Januar, Berta Wirthel, † 10. April 1979 in Lübeck, Politikerin (SPD)
- 1900, 19. März, Hans Gerhard Evers, † 8. April 1993 in Hofgeismar, Kunsthistoriker und Hochschullehrer
- 1900, 8. Mai, Alfred Kähler, † 12. September 1981 in Little Rock/Arkansas, Wirtschaftswissenschaftler
- 1900, 28. Juli, Harald Hanson, † 8. März 1986 in Stuttgart, Bauforscher
- 1900, 4. August, Anneliese Würtz, † April 1981, Schauspielerin, Hörspiel- und Synchronsprecherin
- 1900, 5. August, Eberhard Godt, † 13. September 1995, Marineoffizier, zuletzt Konteradmiral im Zweiten Weltkrieg, enger Mitarbeiter von Karl Dönitz

## 20. Jahrhundert

### 1901 bis 1925
- 1901, 20. April, Adolf Busemann, † 3. November 1986 in Boulder (Colorado, USA), Aerodynamiker
- 1901, 2. Juli, Georg Benick, † 11. Januar 1992 in Lübeck, Jurist und Entomologe
- 1902, 16. August, Wulf Rittscher; † 10. März 1957 in Berlin, Theater- und Filmschauspieler
- 1902, 26. November, Walther Schröder, † 31. Oktober 1973 in Lübeck, Maschinenbauingenieur und NSDAP-Politiker, MdR
- 1903, 8. März, Richard Stark, † 5. November 1991 in Mannheim, Politiker
- 1903, 11. September, Wilhelm Bock, † 1. Mai 1945 in Berlin, Gestapobeamter und SS-Führer
- 1904, 15. November, Karl Gieth, † 2001 in Lübeck, Maler und Grafiker
- 1905, 5. März, Günther Lüders, † 1. März 1975 in Düsseldorf, Schauspieler
- 1905, 3. August, Albrecht Wegener, † 7. April 1973 in Ulm, Jurist und Politiker
- 1906, 9. Juli, Luise Glowinski-Taubert, † 2. Januar 1988, Stillleben- und Landschaftsmalerin
- 1906, 5. Mai, Gustav-Adolf Wolter, † 22. Dezember 1997 in Lübeck, Sachbuchautor
- 1907, 6. März, Hans Holm Bielfeldt, † 30. September 1987 in Berlin, Philologe, Slawist und Germanist, Hochschullehrer
- 1907, 21. Mai, Helmuth Heinsohn, † 22. März 1985 in Hamburg, Maler und Grafiker
- 1909, 29. Mai, Peter von der Osten-Sacken, † 10. März 2008 in Lübeck, Astronom und Physiker
- 1909, 12. Juni, Wolfgang Frank, † 19. Juli 1980 in Lübeck, Schriftsteller
- 1909, 23. Juli, Herbert Wegener, † 7. März 1980 in Lübeck, Bibliothekar
- 1909, 9. August, Gerhard Gaul, † 17. Dezember 1982 in Lübeck, Jurist, Marineoberstabsrichter, Politiker und Minister des Landes Schleswig-Holstein
- 1909, 3. Dezember, Hermann Engels, † 20. Januar 1973, Politiker, Landtagsabgeordneter
- 1910, 1. Mai, Hans Kripgans, † 10. Januar 1996 in Lübeck, Fotograf
- 1910, 22. Juli, Hans Schwichtenberg, † 3. August 1991, Bürgerschaftsmitglied und Landtagsabgeordneter (SPD)
- 1910, 11. November, Otto Kähler, † 18. Mai 1991 in Berlin, Bühnenbildner und Theaterintendant
- 1911, 11. März, Chaim Cohn, gestorben 10. April 2002 in Jerusalem, israelischer Justizminister
- 1911, 15. März, Wilhelm Mohnke, † 6. August 2001 in Hamburg, Offizier der Waffen-SS
- 1911, 15. April, Felix F. Carlebach, † 23. Januar 2008 in Manchester, Rabbiner in Manchester, Ehrenbürger Lübecks
- 1912,  23. Juli, Herbert Müller-Fried, † 5. September 2007 in Bad Schwartau, Graphiker und Maler
- 1913, 14. März, Gundel Thormann, † nach 1991, Schauspielerin
- 1913, 18. Dezember, Willy Brandt, † 8. Oktober 1992 in Unkel bei Bonn, Bundeskanzler (1969–74), Bundesaußenminister (1966–69), Vorsitzender der SPD (1964–87), Träger des Friedensnobelpreises 1971
- 1914, 2. Januar, Rüdiger Schwarz, † 3. Juni 1978 in Lockstedt, Landesforstmeister und Fachautor
- 1914, 14. Juli, Gertrud Meyer, † 19. November 2002 in Oslo, Widerstandskämpferin und an der Seite Willy Brandts in Norwegen
- 1914, 14. August, Heinz Hirsacker, † 24. April 1943 in Kiel, U-Boot-Kommandant im Zweiten Weltkrieg
- 1914, 24. Dezember, Elke Wulk-Voltmer, † 18. September 2006 in Langwedel, Porträtmalerin
- 1915, 26. Januar, Wolfgang Joseph Krauss, † 8. Dezember 1986 in Lübeck, Schriftsteller
- 1915, 6. März, Benny de Weille, † 17. Dezember 1977 auf der Insel Sylt, Komponist, Bandleader („Ich nenne alle Frauen Baby“)
- 1915, 25. Juni, Michael Vermehren, † 3. November 2010 in Marbella, Journalist und Auslandskorrespondent
- 1916, 14. Juni, Karl-August Siegel, † 8. Oktober 1990 in Osnabrück, Weihbischof im Bistum Osnabrück
- 1917, 23. November, Gerhard Wilcken, † 9. Januar 2011 in Schopfheim, Architekt und Bauingenieur
- 1917, 16. März Achim-Helge von Beust, † 7. Januar 2007 in Hamburg, Politiker in Hamburg (CDU)
- 1917, 14. Dezember, Annemarie Schuster, † 25. Mai 1996, Politikerin (CDU)
- 1918, 21. Januar, Anna Maria Petersen, † 21. Januar 1918, Malerin
- 1918, 24. Januar, Gerhard Boldt, † 7. Mai 1981 in Lübeck, Offizier (Rittmeister) im Führerbunker in Berlin
- 1918, 21. April, Isa Vermehren, † 15. Juli 2009 in Bonn, Kabarettistin, Filmschauspielerin und Ordensschwester
- 1918, 20. Oktober, Eva Kausche-Kongsbak, † 18. Dezember 2010 in Worpswede, Buch-Illustratorin, Malerin, Grafikerin und Autorin
- 1919, 10. Juni, Adolf Roeper, † 15. September 2009, Richter am Bundesarbeitsgericht
- 1919, 23. Dezember, Erich Vermehren, † 28. April 2005 in Bonn, Abwehr-Agent, Versicherungsmakler und Gründungspräsident von Una Voce
- 1920, 13. Juli, Hans Blumenberg, † 28. März 1996 in Altenberge bei Münster, Philosoph und Schriftsteller
- 1920, 19. Juli, Kurt Tittel, † 20. August 2016 in Leipzig, Mediziner und Hochschullehrer
- 1921, 17. Mai, Gerhard Zetler, ab 1964 ordentlicher Professor für Pharmakologie (Medizinische Akademie Lübeck)
- 1921, 1. September, Horst Scheuermann, † 3. September 2010 in Hamburg, Offizier, Brigadegeneral der Bundeswehr
- 1922, 29. Januar, Erwin Riegel, † 12. April 1982 in Bad Harzburg, Journalist, Landtagsabgeordneter und Bürgerschaftsmitglied (SPD)
- 1922, 5. Februar, Rudolf Lorenzen, † 27. November 2013 in Berlin, Schriftsteller
- 1923, 27. Dezember, Manfred Heidmann, † 19. Mai 2020 in Essen, Schauspieler, Sänger, Hörspiel-, Synchron- und Nachrichtensprecher
- 1925, 19. Januar, Herbert Lehnert, † 6. Januar 2024, deutsch-amerikanischer Literaturwissenschaftler
- 1925, 16. April, Jürgen Pagels, † 3. Mai 2010 in Lübeck, deutsch-amerikanischer Tänzer, Choreograph und Hochschullehrer
- 1925, 31. Mai, Heinz Lund, Politiker (SPD), † 3. Mai 2016 in Lübeck, Landtagsabgeordneter und Senator der Hansestadt Lübeck
- 1925, 7. September, Casimir Katz, † 21. März 2008 in Rastatt, Unternehmer und Verleger
- 1925, 26. September, Egon Kähler, † 29. Juni 1992 in Riga, Politiker (SPD), Mitglied der Bremischen Bürgerschaft

### 1926 bis 1950
- 1926, Gisela Kleinschmidt, † 1997, Aquarellmalerin
- 1926, 10. Mai, Günter Schmidt, † 23. Dezember 2016 in Deutsch Evern, Arachnologe und Vogelspinnensystematiker
- 1926, 4. Juli, Rolf Bremer, † 5. Mai 1991 in Elmshorn, Jurist, Verwaltungsbeamter und Politiker (CDU), MdB
- 1926, 16. August, Hans-Heinrich Kempcke, † 18. April 2002 in Henstedt-Ulzburg, Bildhauer
- 1927, 19. Februar, Traugott Timme, † 29. September 2006 in Osnabrück, Kirchenmusiker
- 1927, 9. September, Hermann Doose, † 23. April 2018 in Kronshagen bei Kiel, Kinderneurologe, Epileptologe und Hochschullehrer
- 1927, 10. Oktober, Rolf Winter, † 29. September 2005 in Hamburg, Journalist und Sachbuchautor
- 1927, 13. Oktober, Klaus Meier-Ude, Fotograf und Fotojournalist
- 1927, 3. November, Karl Eigen, † 13. Mai 2016, Politiker (CDU), MdB, Präsident des Bauernverbandes Schleswig-Holstein
- 1927, Hanna Jäger, † 2014, Malerin, Licht- und Installationskünstlerin
- 1928, 14. Januar, Fritz Schulze, Theologe und Politiker (SPD), MdL
- 1928, 4. Februar, Hans-Christoph Schmidt-Lauber, † 27. April 2009 in Wien, evangelisch-lutherischer Theologe
- 1928, 16. Mai, Kai Sudeck, † 20. Oktober 1995 in Ratzeburg, Maler und Grafiker
- 1928, 20. Mai, Hans-Otto Kröner, † 31. Oktober 2015 in Trier, Klassischer Philologe und Hochschullehrer an der Universität Trier
- 1928, 4. Juli, Rolf Saltzwedel, † 8. Oktober 2016 in Lübeck, Philologe, Gymnasialdirektor, Heimathistoriker und -publizist
- 1928, 24. September, Wulf Köpke, † 16. Mai 2010, deutsch-US-amerikanischer Germanist
- 1927, 21. Mai, Horst Dreyer, † 27. Oktober 2019, Geistlicher
- 1928, 3. Oktober, Anneliese Poppinga, † 16. April 2015, Mitarbeiterin Konrad Adenauers
- 1929, 25. März, Wilhelm Modersohn, Leichtathlet
- 1929, 28. Mai, Horst Frank, † 25. Mai 1999 in Heidelberg, Schauspieler
- 1929, 15. Oktober, Felix Scheder-Bieschin, † 17. Dezember 2024 in Hamburg, Unternehmer und Regattasegler
- 1930, 27. Dezember, Hannelore Schlaf, † 28. März 1985 in Frankfurt am Main, Tischtennisspielerin und -funktionärin
- 1931, 14. Mai, Hans-Peter Putzke, † 22. Juli 2015 in Hamburg, Pathologe und Hochschullehrer
- 1931, 18. September, Hans Sievers, † 5. Juli 2012 in Lübeck, Schauspieler, Hörspiel- und Synchronsprecher
- 1932, 28. März, Hans-Peter Stahl, deutsch-US-amerikanischer Klassischer Philologe und Hochschullehrer
- 1932, 2. April, Jürgen Domes, † 22. September 2001 in Sulzbach/Saarland, Politologe und Hochschullehrer an der Universität des Saarlandes
- 1932, 5. Mai, Wolfgang Prange, † 15. Februar 2018, Historiker
- 1932, 17. Juli, Walter Hedemann, † 6. November 2019, Liedermacher und Kabarettist
- 1933, 14. April, Klaus E. Oldendorff, † 17. März 2003 in Verbier, Reeder
- 1934, 10. August, Manfred Clasen, † 4. Juni 1992, Politiker (DVU)
- 1934, 22. August, Volker Beuthien, Rechtswissenschaftler
- 1934, 24. August, Udo Lampe, Hochschulrektor
- 1934, 20. Dezember, Peter Wehr, Künstler und Typograph
- 1935, 27. Februar, Helmut von der Lippe, † 11. Juli 2010 in Lübeck, Journalist und Autor
- 1935, 24. April, Luise Wulff, † 24. Mai 1993 in Kiel, Grafikerin und Illustratorin
- 1935, 3. Juni, Sigrid Böge, Mathematikerin und Hochschullehrerin
- 1935, 18. August, Peter Klasen, Bildhauer, Maler und Fotograf
- 1935, 13. September, Heinrich Maul, Jurist, Richter am Bundesgerichtshof von 1979 bis 2000
- 1936, 4. Juni, Jonas Geist, † 6. Januar 2009 in Lübeck, Architekt, Stadtplaner, Architekturhistoriker und Autor
- 1936, 18. Juli, Christof Römer, † 17. Mai 2017, Landeshistoriker
- 1936, 7. November, Christian Giermann, † 16. September 2022, Marineoffizier
- 1937, Ann Wolff, schwedische Künstlerin
- 1937, 25. April, Richard Motsch, Rechtswissenschaftler
- 1937, 3. Juli, Cay Lienau, Altphilologe, Geograph und Neogräzist
- 1937, 8. September, Peter Albrecht, Historiker
- 1938, Bernd Holdorff, Neurologe und Medizinhistoriker
- 1939, 9. November, Björn Engholm, Bundesminister für Bildung und Wissenschaft (1981–82), Bundesminister für Ernährung, Landwirtschaft und Forsten (1982), Ministerpräsident von Schleswig-Holstein (1988–93), Vorsitzender der SPD (1991–93)
- 1940, 26. Januar, Rüdiger Möbusz, † 13. Dezember 1993 in Lübeck, Politiker (SPD)
- 1940, 14. Februar, Thomas Deecke, † 4. Juli 2017 in Berlin, Kunsthistoriker
- 1940, 21. April, Peter Schneider, Schriftsteller
- 1940, 21. Juni, Brigitte Fokuhl,  † 18. April 2024 in Lübeck, Autorin
- 1940, 23. Juni, Friedrich-Wilhelm Wellmer, Geologe und Behördenleiter
- 1940, 4. Juli, Jürgen Heinsch, † 14. Juli 2022, Fußballspieler und -trainer
- 1940, 20. September, Jörn Gruber, Romanist und Hochschullehrer
- 1941, 26. Februar, Hans-Jürgen Wolter, † 25. Februar 2019 in Lübeck, Rechtsanwalt, Politiker (SPD) und Abgeordneter des schleswig-holsteinischen Landtags
- 1941, 18. März, Hartmut Freytag, Germanist und Hochschullehrer
- 1941, 22. März, Klaus Peter Dencker, Schriftsteller (Visueller Poet)
- 1941, 7. August,  Wolf-Dieter Hauschild, † 17. März 2010 in Münster, evangelischer Theologe und Kirchenhistoriker
- 1941, 24. September, Jürgen Voß, Boxer
- 1942, Heinrich von Gyldenfeldt, Hochschuldozent und Kabarettist
- 1942, 19. Juli, Gerhard Haß, Richter am Bundesgerichtshof
- 1943, Renate Menken, Apothekerin
- 1943, 8. August, Karl Feldkamp, Schriftsteller
- 1943, 7. November, Jan Koolman, Biochemiker
- 1943, 22. November, Heiner Möller, † 5. August 1998 in Lübeck, Betriebswirt und Politiker, Mitglied des Bundestages
- 1943, 25. Dezember, Bodo Maria, Unternehmer, Sänger, Komponist, Liedertexter, hat längere Zeit in Travemünde gelebt
- 1944, Harm Paulsen, Experimentalarchäologe
- 1944, Burghard Pieske, Weltumsegler
- 1944, 28. Februar, Henning Paulsen, † 28. Mai 1994 in Hamburg, evangelischer Theologe
- 1944, 18. April, Michael Walter, † 7. März 2014 in Köln, Jurist und Kriminologe
- 1944, 16. September, Konrad Exner, Pädagoge und Politikwissenschaftler
- 1944, 16. September, Caspar Richter, † 2. Februar 2023, Dirigent
- 1945, Thomas Radbruch, Fotograf
- 1945, Anja Thauer, † 18. Oktober 1973 in Wiesbaden, Cellistin
- 1945, 3. März, Stephan Roth, Mediziner, Radiologe und Hochschullehrer
- 1945, 21. April, Birte Toepfer, geb. Oldendorff, † 11. November 2010 in Hamburg, Mäzenin und Stiftungsratsvorsitzende
- 1945, 24. Juni, Ingrid Kasten, Germanistin und Hochschullehrerin
- 1945, 2. Juli, Klaus Rainer Goll, Lehrer und Schriftsteller
- 1945, 13. September, Hans-Heinrich Raspe, Internist und Sozialmediziner
- 1945, 10. Oktober, Peter Schmidt, Politiker (CDU), Mitglied der Hamburgischen Bürgerschaft
- 1946, 1. Februar, Jakob Mattner, Künstler
- 1946, 7. Februar, Arthur Ozolins, kanadischer Pianist
- 1946, 22. Februar, Brigitte Wokoeck, Eiskunstläuferin
- 1946, 9. Juni, Joachim Höppner, † 18. November 2006 in Germering, Schauspieler, Regisseur, Synchronsprecher und Rezitator
- 1946, 21. Juli, Hans-Albrecht Koch, Germanist, Hochschullehrer und Bibliothekar
- 1946, 26. Oktober, Klaus Wittmann, Brigadegeneral der Bundeswehr, Historiker, Publizist
- 1946, 12. November, Rosemarie Raab, Politikerin (SPD), Hamburger Schulsenatorin
- 1946, 28. Dezember, Henning von Vieregge, Publizist und Dozent
- 1947, Matthias Janz, Kirchenmusiker, Chorleiter
- 1947, 14. Januar, Peter Nogly, Fußballspieler
- 1947, 28. Januar, Hans-Joachim Priebe, Anästhesist und Hochschullehrer
- 1947, 22. Mai, Marliese Dobberthien, † 4. April 2017, Politikerin (SPD), Bundestagsabgeordnete, Staatsrätin in Hamburg
- 1947, 11. Juni, Lili Fischer, Künstlerin
- 1947, 18. Juli, Jörg Ziercke, 2004–14 Präsident des Bundeskriminalamts (BKA)
- 1947, 29. August, Henner Leyhe, † 23. November 2017, Sänger und Hochschullehrer
- 1947, 7. November, Herbert Rogge, Handball-Nationalspieler
- 1947, 4. Dezember, Rüdiger Kowalke, † 16. Februar 2019 in Hamburg, Gastronom
- 1947, 17. Dezember, Bettina Blumenberg, Schriftstellerin und Übersetzerin
- 1948, 23. Februar, Waltraud Roick, Ruderin
- 1948, 27. April, Hans Peter Dücker, † 31. Januar 2013, Bauingenieur, Hamburger Hafenbaudirektor
- 1948, 9. Mai, Margit Eschenbach, Filmemacherin, Hochschullehrerin und Fotografin
- 1948, 3. Juni, Wolfgang Nešković, Jurist, Politiker und ehemaliger Richter am Bundesgerichtshof
- 1948, 13. Juni, Wolfgang Herzer, Maler, Comiczeichner und -autor, Kurator und Pädagoge
- 1948, 3. Juli, Renate Gröpel, SPD-Politikerin
- 1948, 29. November, Jörg Wontorra, Fernsehmoderator und Fernsehproduzent
- 1949, Petra Falk, Malerin
- 1949, Susanne Karstedt, Soziologin, Kriminologin und Hochschullehrerin
- 1949, 25. April, Reinhard Priebe, Jurist und ehemaliger Direktor in der Europäischen Kommission
- 1949, 26. April, Gerd Walter, Politiker (SPD), 1992–2000 Minister für Bundes- und Europaangelegenheiten und 1996–2000 zusätzlich Justizminister des Landes Schleswig-Holstein
- 1949, 2. August, Reinhold Hiller, † 19. Juli 2025, Politiker (SPD), Bundestagsabgeordneter, stellvertretender Stadtpräsident Lübecks
- 1950, René Deplanque Chemiker und Wissenschaftsmanager
- 1950, Ralf Dose, Erziehungswissenschaftler und LGBT-Aktivist
- 1950, Joachim Pradel, Richter
- 1950, 17. März, Rötger Feldmann, alias Brösel, Comiczeichner
- 1950, 13. April, Aarne Kreuzinger-Janik, General und 14. Inspekteur der Luftwaffe
- 1950, 16. August, Jens Michow, deutscher Jurist und Fachbuchautor
- 1950, 20. August, Michael Reinecke, Komponist

### 1951 bis 1975
- 1951, 8. April, Hans-Jürgen Beerfeltz, † 20. Januar 2016 in Berlin, Politiker (FDP)
- 1951, 14. Oktober, Thomas Olk, † 4. März 2016, Sozialpädagoge
- 1952, 13. Oktober, Elisabeth Motschmann, Politikerin (CDU)
- 1952, 17. Oktober, Nicolai Riedel, Literaturwissenschaftler
- 1952, 18. November, Harald Witt, Fußballspieler
- 1953, Wolfgang Jacobsen, Filmhistoriker, Autor und Herausgeber
- 1953, 28. Februar, Gabriele Hiller-Ohm, Redakteurin und Politikerin (SPD), Mitglied des Deutschen Bundestages
- 1953, 13. Juni, Michael Augustin, Schriftsteller und Rundfunkredakteur
- 1953, 27. August, Jutta Scheicht, Politikerin (CDU)
- 1953, 29. September, Wolfgang Finck, Schauspieler
- 1954, Wilfried Bernhardt, politischer Beamter, Staatssekretär im Sächsischen Staatsministerium der Justiz und für Europa
- 1954, Andreas Katz, Politiker (Bündnis 90/Die Grünen)
- 1954, 29. März, Caroline Schwarz, Politikerin (CDU), Landesbeauftragte für Minderheiten und Kultur
- 1955, Dirk Laasch, Schauspieler und Hörspielsprecher
- 1955, 7. November, Wolfram Eicke, † 5. Juni 2019 vor Haffkrug, Schriftsteller und Liedermacher
- 1956, Christian Floto, Mediziner und Wissenschaftsjournalist
- 1956, 29. Februar, Thomas Schwark, Historiker und Museumsdirektor
- 1956, 24. April, Axel Fischbacher, Jazzmusiker
- 1956, 11. Oktober, Andreas Krause, Vizeadmiral und Inspekteur der Marine der Bundeswehr
- 1956, 22. Dezember, Michael Dahms, Fußballspieler
- 1957, Angelika Henschel, Sozialpädagogin und Hochschullehrerin
- 1957, 17. Januar, Brigitte Kiesow, deutsche Ruderin
- 1957, 10. März, Barbara Fenner, Fernseh- und Theaterschauspielerin, Hörspielsprecherin und -autorin, Synchronsprecherin und Journalistin
- 1958, Jochen Proehl, Künstler
- 1958, 26. Januar, Wolfram König, Politiker (Grüne) und Behördenleiter
- 1959, 15. August, Dietrich Pohl, Diplomat
- 1959, Olaf Otto Becker, Fotograf und Designer
- 1960, Klaus Krüger, Historiker
- 1960, 2. Januar, Christian Bartolf, Autor
- 1960, 20. Januar, Anita Klahn, Politikerin (FDP)
- 1960, 6. März, Jörg Brügge, Volleyball-Nationalspieler
- 1960, 23. April, Christian Stoll, Mund-, Kiefer- und Gesichtschirurg, Chefarzt und Hochschullehrer
- 1960, 27. Mai, Ulrich Sieg, Historiker und Hochschullehrer
- 1960, 30. Juli, Ingo Gädechens, Berufssoldat und Politiker (CDU)
- 1960, 2. Dezember, Justus von Dohnányi, Schauspieler (u. a. Der Untergang, Das Experiment)
- 1961, Ralf Lankau, Medienwissenschaftler und Professor
- 1961, Dirk Skreber, Maler
- 1961, Martina Steinkühler, † 11. November 2024, Theologin, Autorin und Verlagslektorin
- 1961, 31. Juli, Max Schön, Betriebswirt, Unternehmer
- 1961, 20. August, Maren Winter, geb. Lorenz, Autorin und Puppenspielerin
- um 1962, Birgit Beer, Sängerin
- 1962, Holger Roggelin, evangelisch-lutherischer Geistlicher
- 1962, 12. April, Martin Klein, Garten- und Landschaftsplaner und Autor von Kinder- und Jugendliteratur
- 1962, 1. Mai, Christof Stein-Schneider, Gitarrist
- 1962, 9. Mai, Henning Radtke, Rechtswissenschaftler und Hochschullehrer
- 1962, 28. Juli, Arne Lorenz, Autor und Regisseur
- 1962, 8. August, Ralph Rieckermann, Musiker und Filmkomponist (Scorpions)
- 1963, Christian Riebe, Künstler und Musiker
- 1963, 18. März, Stefan Dräger, Vorstandsvorsitzender der Drägerwerke AG
- 1963, 12. Mai, Lutz Hein, Mediziner, Pharmakologe und Hochschullehrer
- 1963, 29. Juni, Oliver Malchow, Polizeibeamter, Bundesvorsitzender der Gewerkschaft der Polizei
- 1964, Enno Bernzen, Gesundheitswissenschaftler, Unternehmensberater und Ordenskundler
- 1964, Robin Detje, Autor, Übersetzer und Regisseur
- 1964, Ursula Keller, Autorin und Übersetzerin
- 1964, 15. April, Andreas Delp, Brigadegeneral der Luftwaffe
- 1964, 2. Juni, Rüdiger Ditz, Journalist
- 1964, 2. Juli, Sebastian Schröder, Verwaltungsbeamter
- 1964, 6. Juli, André Holst, Journalist, Showmaster & Entertainer
- 1964, 15. Dezember, Karen-Susan Fessel, Schriftstellerin
- 1965, Jan-Peter E.R. Sonntag, Künstler und Komponist
- 1965, 25. April, Wolfgang Mörike, Jazzmusiker
- 1965, 11. Mai, Christian Honhold, Boxer
- 1965, 17. Juni, Hermann Junghans, Politiker (CDU), Landtagsabgeordneter
- 1965, 21. Juni, Carsten Borkowski, Komponist
- 1965, 17. Juli, Bastian Sick, Journalist und Buchautor
- 1965, 30. Juli, Christoph Helmut Keitel, Physiker und Hochschullehrer
- 1965, 3. November, Anja Piel, Politikerin (Bündnis 90/Die Grünen), seit 2013 Fraktionsvorsitzende der Grünen im Niedersächsischen Landtag
- 1966, Christian Friege, Manager
- 1966, Kirsten Krüger, Bildhauerin
- 1966, Bettina Stangneth, Philosophin und Autorin
- 1966, Christian Thiessen, Politiker, Vorsitzender der Piratenpartei Schleswig-Holstein
- 1966, 6. Juni, André Parker, Sänger (Du gehst mir unter die Haut)
- 1966, 6. September, Bernhard Wolff, Unterhaltungskünstler, Sprecher, Autor und Rückwärtssprecher
- 1966, 24. Dezember, Kristian Thees, Hörfunkmoderator
- 1967, Babett Klimmeck, Filmarchitektin
- 1967, 12. Februar, Björn Lücker, Jazzmusiker
- 1967, 22. Februar, Thomas Westphal, Politiker (SPD); seit 2020 Dortmunder Oberbürgermeister
- 1967, 28. Februar, Hubertus Borck, Kabarettist, Schriftsteller, Drehbuch- und Theaterautor
- 1967, 3. Mai, Martin Nolte, Jurist, Sportrechtler und Hochschulprofessor
- 1967, 21. Juli, Olaf Fritsche, Schriftsteller
- 1967, 21. Juli, Nicola Hümpel, Theater- und Opernregisseurin
- 1967, 4. Oktober, Bertrand Freiesleben, Portraitbildhauer
- 1967, 15. November, Ullrich Krause, Mathematiker, Schachspieler und Präsident des Deutschen Schachbundes
- 1967, 6. Dezember, Christoph Stiba, seit 2013 Generalsekretär des Bundes Evangelisch-Freikirchlicher Gemeinden in Deutschland
- um 1968, Annette Goessel, Malerin
- 1968, Bettina Russmann, Jazzmusikerin
- 1968, Andreas Marx, Chemiker
- 1968, 8. April, Christoph Strehl, Sänger und Hochschullehrer
- 1968, 2. Juni, Markus Möller, Jurist, Präsident des Verfassungsgerichtes des Landes Brandenburg
- 1969, Britta Höper, Hörspiel- und Drehbuchautorin
- 1969, Sebastian Laverny, Dirigent, Komponist und Jazzpianist
- 1969, Jan Meier, Bühnen- und Kostümbildner
- 1969, Maike Schult, evangelische Theologin
- 1969, 11. Februar, Birte Schrein, Schauspielerin und Theaterpädagogin
- 1969, 18. Juli, Gerrit Koch, Jurist und Politiker (MdBü, MdL), (FDP)
- 1969, 23. Juli, Kai Dolgner, Politiker (SPD)
- 1969, 23. Juli Kai Meyer, Journalist und Autor
- 1969, 27. August, Dagmar Hildebrand, Politikerin (CDU), Landtagsabgeordnete
- 1969, 2. September, Robert Habeck, Kinderbuchautor und Politiker (Bündnis 90/Die Grünen)
- 1969, 21. Oktober, Daniel Rottmann, Theologe und Politiker (AfD)
- 1969, 3. Dezember, Melanie Marschke, Schauspielerin
- 1970, 17. August, Ralf B. Wehrspohn, Physiker und Wissenschaftsmanager
- 1971, Dagrun Hintze, Autorin
- 1971, 16. Mai, Thomas Knorr, Handballspieler
- 1971, 27. Mai, Beatrix von Storch, Rechtsanwältin und Politikerin (AfD)
- 1972, Daniel Kaiser, Rundfunkjournalist (NDR)
- 1972, 27. Januar, Kay Ramczyk, Schauspieler
- 1972, 10. September, André Specht, Jurist und Politiker (CDU)
- 1972, 19. Oktober, Birger Petersen, Komponist und Musikwissenschaftler
- 1973, 28. September, Cornelius Hartz, Autor
- 1973, 20. November, Mike Barten, Fußballspieler und -trainer
- 1974, 8. März, Susanne Matussek, Richterin am Bundesgerichtshof
- 1974, 1. April, Sandra Völker, Schwimmerin
- 1974, Juli, Kristina Sterz, Journalistin und Fernsehmoderatorin
- 1975, Frank Meyer, Rechtswissenschafter und Hochschullehrer
- 1975,  12. April, Christian Greve, Basketballtrainer
- 1975, 21. November, Florian Ambrosius, Fernsehmoderator und Journalist

### 1976 bis 2000
- 1976, Yvonne Struck, Schriftstellerin
- 1977, Friedrich Ludewig, Architekt
- 1977, Christian Salvatore Malchow, Opernsänger
- 1977, 31. März, Dennis Buchner, Politiker (SPD), 16. Präsident Abgeordnetenhaus von Berlin
- 1978, 16. April, Isabelle Höpfner, Schauspielerin, Synchronsprecherin
- 1978, 16. Mai, Constanze Becker, Schauspielerin und Regisseurin
- 1978, 1. Juni, Philip Schlaffer, Neonazi- und Rocker-Aussteiger
- 1979, 16. Februar, Franz Koch, Manager
- 1979, 14. Juni, Jan Lindenau, Kommunalpolitiker (SPD), Lübecker Bürgermeister
- 1979, 20. Oktober, Deniz Dogan, Fußballspieler
- 1980, 27. Januar, Johanna Kühl, deutsch-schwedische Modedesignerin
- 1980, 15. Februar, André Schünke, Journalist, Nachrichtensprecher und Moderator
- 1980, 25. März, Christian H. Voss, Theaterregisseur
- 1980, 15. Juli, Anna Funck, Journalistin und Fernsehmoderatorin
- 1981, Marie-Luise Bram, Journalistin und Fernsehmoderatorin
- 1981, 11. April, Marie-Louise Dräger, Leichtgewichtsruderin, die 2003 und 2005 Weltmeisterin im Doppelzweier wurde
- 1982, Maria Magdalena Ludewig, † 31. Dezember 2018 vor Fuerteventura, Regisseurin, Kuratorin und Buchautorin
- 1982, 22. April, Christina Rohde, Handballspielerin
- 1982, 24. September, Lars Schlichting, Fußballspieler
- 1982, 20. September, Gülcan Kamps, Moderatorin beim Musiksender Viva
- 1984, Jana Kühl, Sozialgeographin
- 1984, 2. August, Matthias Alexander Rath, Dressurreiter
- 1985, 9. Mai, Sven-Sören Christophersen, Handballspieler
- 1985, 24. Mai, Angie Geschke, Handballspielerin
- 1986, 21. Mai, Tobias Kamke, Tennisspieler
- 1986, 3. Oktober, Simon Grotelüschen, Lasersegler
- 1989, 8. Mai, Colja Löffler, Handballspieler
- 1990, 15. Juli, Ben Höfer, Surfer
- 1990, 20. September, Jonas Nay, Schauspieler, Musiker
- 1991, 16. August, Tim Klüssendorf, Politiker, seit 2025 Generalsekretär der SPD
- 1992, David Grabowski, Jazzmusiker
- 1993, 18. Januar, Nils Kretschmer, Handballspieler
- 1993, 21. Juni, Sebastian Jakubiak, Fußballspieler
- 1994, 18. März, Cara Hartstock, Handballspielerin
- 1994, 2. Juni, Finn Kretschmer, Handballspieler
- 1995, 29. Januar, Marvin Thiel, Fußballspieler
- 1995, 13. Juni, Morten Rüdiger, Fußballspieler
- 1995, 19. Oktober, Christoph Schlichting, Handballspieler
- 1996, 25. Februar, Katharina Naleschinski, Handballspielerin
- 1996, 20. Mai, Carolyn McGregor, Schauspielerin
- 1996, 6. September, Esther Heesch, Model
- 1998, 15. Januar, Ersin Zehir, Fußballspieler
- 1999, 20. Februar, Lea van Acken, Schauspielerin

## 21. Jahrhundert
- 2001, 15. April, Ryan Adigo, Fußballspieler
- 2003, 4. November, Marla Mathwig, Handballspielerin

## Weitere Persönlichkeiten
Hier folgt eine Übersicht von Personen, die in Lübeck gelebt und gewirkt haben, jedoch nicht dort geboren wurden.
- Bernt Notke (≈1435–1509), Maler und Bildschnitzer
- Johann Heinrich Meibom (1590–1655), Arzt und Professor der Medizin; ab 1629 erster Stadtarzt und Leibarzt des Bischofs von Lübeck
- Samuel Gerlach (1609–1683), Kanzelredner des Bischofs von Lübeck, Hauslehrer in Lübeck
- Dieterich Buxtehude (≈1637–1707), Komponist, war ab 1668 Organist an der Marienkirche
- Johann Adolph Höltich (1641–1704), Doktor beider Rechte, Stadtschreiber von Mölln und Jurist in Lübeck
- Zacharias Stampeel (1654–1731), lutherischer Theologe, Pädagoge und Bibliothekar
- Johann Georg Niederegger (1777–1856), Konditor und Unternehmer
- Emilie Wiede-Focking (1837–1910), eine der ersten deutschen Zahnärztinnen
- Salomon Carlebach (1845–1919), Gemeinderabbiner
- Ida Boy-Ed (1852–1928), Journalistin, Schriftstellerin und Mäzenin
- Willibald Leo von Lütgendorff-Leinburg (1856–1937), Maler, Kunsterzieher und Kunsthistoriker
- Rudolf Struck (1861–1935), Augenarzt und Heimatforscher
- Otto Anthes (1867–1954), Lehrer und Schriftsteller
- Erich Mühsam (1878–1934), Anarchist und Schriftsteller
- Leo Landau (1880–1960), Rechtsanwalt und Notar sowie bis April 1933 Vorsitzender der jüdischen Gemeinde Lübeck
- Harry Maasz (1880–1946), Gartenarchitekt und Gartenbauschriftsteller; erhielt 1914 für Gartenbauausstellungen jeweils die Goldene Medaille der Städte Altona und Lübeck
- Karl Gatermann d. Ä. (1883–1959), Maler, Zeichner und Graphiker; lebte und arbeitete von 1904 bis 1907 und von 1919 bis 1942 in Lübeck
- Tilly Musäus (1883–1972), Theaterschauspielerin; war ab 1934 an den Bühnen der Hansestadt Lübeck engagiert
- Wilhelm Schodde (1883–1951), Maler; wurde an der Lübecker Kunstschule ausgebildet
- Hans Peters (1885–1978), Graphiker und Maler
- Hermann Wolfradt (1887–1951), Sozialpolitiker und Sozialfunktionär
- Alen Müller-Hellwig (1901–1993), Handweberin
- Hans-Werner Matern (1906–1996), Landschaftsmaler
- Hugo Distler (1908–1942), Komponist, von 1931 bis 1936 Organist an der Jakobikirche
- Gertraud Evers-Boelter (1913–2006), Grafikerin und Künstlerin bei Kunst-am-Bau
- Lisa Dräger (1920–2015), Mäzenin, Trägerin der Bene-Merenti-Auszeichnung
- Heino Heiden (1923–2013), deutsch-kanadischer Balletttänzer, Choreograf sowie Gründer der „Schule für Ballett Heino Heiden“, des „Lübecker Kinder-Tanztheaters Heino Heiden“ (LKT) und des Privattheaters „Theaterhaus“ in Lübeck
- Ingeborg Bukor (1926–1986), Bildhauerin
- Edith Carstensen (1926–2018), Scherenschnittkünstlerin, Ehrenvorsitzende der „Lübeck-Hilfe für krebskranke Kinder e. V.“
- Günter Grass (1927–2015), Literaturnobelpreisträger, Schriftsteller und Graphiker
- Hans-Lothar Fauth (1928–2012), Gastronom und Kommunalpolitiker (CDU), Ehrenbürger von Danzig
- Robert Knüppel (1931–2025), Lübecker Bürgermeister (CDU)
- Jürgen Haese (1934–2025), Regisseur, Drehbuchautor und Fotograf, lebt in Lübeck
- Uwe Gatermann (1938–2013), Leichtathlet, Geher in der deutschen Nationalmannschaft
- Dietrich von Engelhardt (1941–2025), Wissenschaftshistoriker, Direktor des Instituts für Medizingeschichte und Wissenschaftsforschung der Universität Lübeck
- Werner Heise (1944–2013), Mathematiker
- Mathieu Carrière (* 1950), Schauspieler
- Mareike Carrière (1954–2014), Schauspielerin
- Rolf Hilgenfeld (1954–2025), Biochemiker und Hochschullehrer
- Dennis Kruppke (* 1980), Fußballspieler
- Cédric Makiadi (* 1984), Fußballspieler
- Ahmet Arslan (* 1994), Fußballspieler
- Felix von der Laden (* 1994), Webvideoproduzent
- Bruno Hönel (* 1996), Politiker (Bündnis 90/Die Grünen)
- Jasper Balke (* 1997), Politiker (Bündnis 90/Die Grünen)
- Rasmus Svane (* 1997), dänisch-deutscher Schachspieler